# Анна Пророчиця

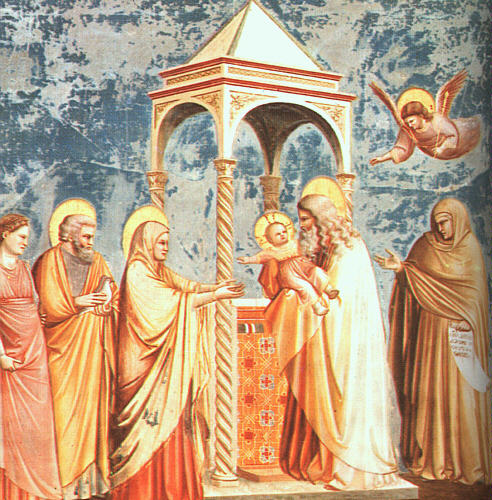
Анна під час Стрітення господнього (з правої сторони), Джотто, Каплиця Скровеньї.

Анна Пророчиця (90 до н.е., Палестина — 1) — християнська свята, юдейська праведниця і пророчиця, згадується в Новому Заповіті.
Анна, яку Бог обдарував даром пророцтва, була однією із достойних і побожних жінок Старого Завіту. Впродовж 60 років вона вірно служила Богові молитвою і постом, маючи живу віру в прихід обіцяного Спасителя. В нагороду Господь прославив і звеселив її праведне серце огляданням ще за життя очікуваного Месії.
Вона була другою особою після Симеона, що зустріла Ісуса в храмі під час Стрітення Господнього, про що свідчить Євангеліє від Луки:

## Відзначення
Пам'ять — 3 лютого та 28 серпня.